# 新田屋内運動場
新田屋内運動場（しんでんおくないうんどうじょう）は、岐阜県大垣市にある運動施設である。
愛称はミナモスマイルドーム。

## 概要
岐阜県で初の人工芝の公共屋内多目的施設である。
公益財団法人田口福寿会が整備し、2025年（令和7年）6月30日竣工。同日に大垣市に寄附され、大垣市の施設となる。
愛称は公募され、「ミナモスマイルドーム」に決定した。
2025年（令和7年）8月1日より一般利用が開始される。尚、施設の利用については、大垣ミナモソフトボールクラブなど、田口福寿会が指定する団体が年間の約4割を優先的に使用する条件である。

## 施設概要
鉄骨造（一部膜構造）平屋建ての建物であり、競技場面積は986.00m2（競技場のうち人工芝の面積は831.60m2）。フットサル、軽スポーツなどに使用可能である。また、人工芝は縦26.4m、横31.5mあり、野球・サッカー・ソフトボールの練習に使用が可能である。
競技場以外に、器具庫、会議室、更衣室が設置されている。

## 所在地
- 岐阜県大垣市新田町1丁目7

## 利用案内
- 開館時間 : 9:00 - 21:00[6][7]
- 休館日 : 年末年始（12月29日～1月3日）[6][7]
- 施設は有料（事前予約が必要）。田口福寿会が指定する団体が優先される。

## 交通アクセス

### 公共交通機関
- 名阪近鉄バス荒尾線または市民プール線「市民プール」バス停下車、徒歩約3分。

### 自動車
- 国道258号「新田町3」交差点を東進。